# Kaznoviće
Kaznoviće (cyr. Казновиће) – wieś w Serbii, w okręgu raskim, w gminie Raška. W 2011 roku liczyła 467 mieszkańców.